# Karl-Walter Gaede
Karl-Walter Gaede (* 10. Mai 1928 in Berlin; † 24. Mai 2021) war ein deutscher Mathematiker. Er befasste sich mit Stochastik und deren Anwendungen.

## Leben
Nach dem Staatsexamen 1953 (Höheres Lehramt Mathematik und Physik in München) war er von 1953 bis 1955 Referendar. Nach der Promotion 1959 (Dissertation: Zur Verteilung der Wurzeln zufälliger algebraischer Gleichungen)  und der Habilitation 1961 (Habilitationsschrift: Über die Lösung linearer Integralgleichung mit einer elektronischen Analogierechenanlage) in München übernahm er 1967 den Lehrstuhl für Praktische Mathematik an der TH Darmstadt und 1978 den Lehrstuhl für Mathematische Statistik an der TU München. Zeitweise war er Dekan der mathematischen Fakultät.
Von ihm stammen Lehrbücher über Anwendungen der Statistik für Ingenieure, Theorie der Zuverlässigkeit und Operations Research.

## Schriften (Auswahl)
- mit Josef Heinhold: Ingenieur-Statistik, Oldenbourg, München 1964, 4. Auflage 1979, ISBN 3-486-31744-X.
- Konfidenzgrenzen bei Warteschlangen- und Lagerhaltungsproblemen. In: Z. Angew. Math. Mech. 45 (1965) T91-T92.
- mit Josef Heinhold: Aufgaben und Lösungen zur Ingenieur-Statistik, Oldenbourg, München 1973, ISBN 3-486-34081-6.
- mit Josef Heinhold: Zufall und Gesetz. Eine Einführung in die Wahrscheinlichkeitsrechnung und Statistik für Fachhochschulen, Oldenbourg, München 1974, ISBN 3-486-34541-9.
- mit Josef Heinhold: Grundzüge des Operations Research. Hanser, München 1976, ISBN 3-446-12122-6.
- Zuverlässigkeit, mathematische Modelle. Hanser, München 1977, ISBN 3-446-12370-9
- Optimal replacement under differing amounts of information. In: Hauptmann et al. (Eds.): Operations Research and Economic Theory. Springer, Berlin, 1984, S. 232–242.
- Stochastic orderings in reliability. In: Mosler et al. (Hrsg.): Stochastic Orders and Decision under Risk. IMS Lecture notes monographs series 19, Hayward, Calif., 1991, S. 123–140.